# Arthur Seherr-Thoß

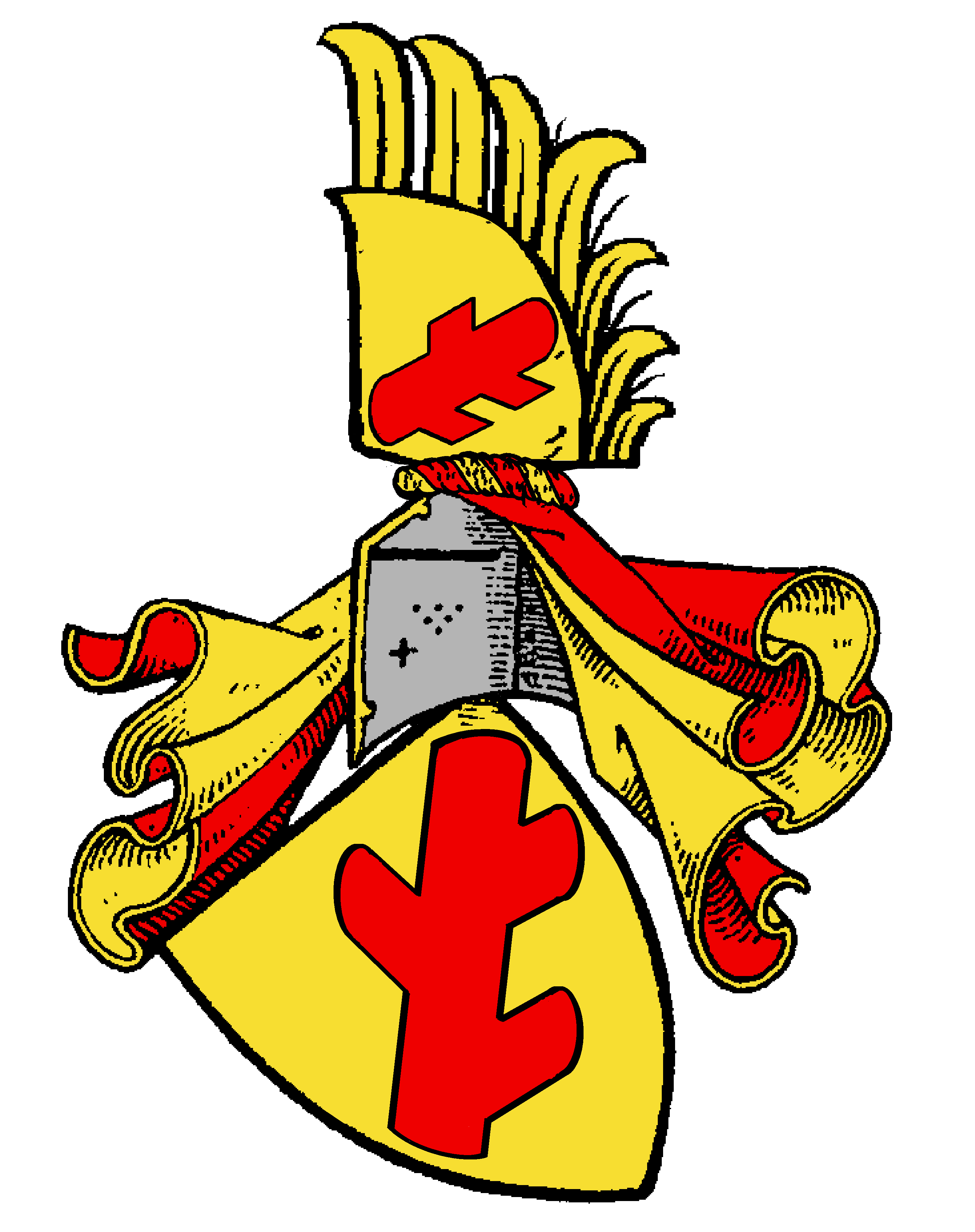
Stammwappen derer von Seherr-Thoß (früher auch Seherr von Thoß)

Graf Arthur Seherr-Thoß, auch Graf Arthur Schertosz (* 23. März 1820 in Bitschin; † 19. Februar 1898 in Zagreb) war ein preußischer und ungarischer Offizier und Politiker.

## Leben

### Familie
Arthur Seherr-Thoß war der Sohn von Heinrich Leopold von Seherr-Thoß (* 1. Januar 1785; † 18. August 1837), dieser erbte nach dem Tode seines Vaters Heinrich Leopold von Seherr-Thoß die Herrschaften Bitschin und Kieferstädtel. Seine Mutter war Henriette Charlotte Wilhelmine Luise (* 10. November 1795), Tochter von Ernst Wilhelm von Fircks (1770–1816) und Schwester des preußischen Generalmajors Wilhelm von Fircks.
Er war verheiratet mit Eveline (geb. Herrmann) (* 16. August 1837 in Würzburg; † 13. Januar 1902 in Budapest), ihr gemeinsamer Sohn war:
- Adalbert von Seherr-Thoß (* 18. November 1869 in Zagreb; † 3. April 1920 in Budapest), verheiratet mit Lucie (* 11. April 1878 in Wien; † 25. Oktober 1959 in Eisenach), Tochter des Freiherrn Robert Simon Biedermann-Turony (1849–1920).

### Werdegang
Arthur Seherr-Thoß hatte als Jägerleutnant in der Preußischen Armee in Breslau gedient und war anschließend nach Ungarn gegangen; dort bewirtschaftete er von 1839 bis 1864 ein Gut seiner aus Ungarn stammenden Mutter.
Unter dem Namen Arthur Schertosz schloss er sich 1848 den ungarischen Patrioten gegen Österreich an und beteiligte sich, gemeinsam mit seiner Ehefrau, als Honvéd (ungarisch: Vaterlandsverteidiger) an der Revolution Ungarns 1848/1849; 1849 war er Rittmeister im Stab von Artúr Görgei. Nach der Kapitulation von Vilagos flüchtete er mit seiner Ehefrau und sie lebten zeitweise in London, Paris und Genf; in dieser Zeit war er als Schriftsteller für Ungarn tätig.
Von 1850 bis 1853 wirkte er in Paris als Diplomat für die Exilregierung Lajos Kossuths und vermittelte später zwischen Otto von Bismarck und den ungarischen Emigranten.
Im Deutschen Krieg trat er 1866 als Major und Adjutant in die Ungarische Legion ein, die General Georg Klapka, der in preußische Dienste getreten war, 1866 gebildet hatte. Die Legion war gegen Österreich aufgestellt worden, nahm jedoch an keinem Gefecht mehr teil.
Kurze Zeit darauf wurde Arthur Seherr-Thoß verhaftet und zum Tod verurteilt, das Krakauer Kriegsgericht wandelte das Urteil später in eine zehnjährige Kerkerstrafe wegen Hochverrat um. In der Folge des mit Preußen geschlossenen Friedensvertrags (Prager Frieden) wurde er am 4. September 1866 aus der Haft entlassen und gelangte über Myslowitz nach Preußen; dort wurde er in Biczyn im Regierungsbezirk Oppeln ansässig.
Später kehrte er als Abgeordneter des Ungarischen Reichstag wieder zurück.

## Schriften (Auswahl)
- Erinnerungen aus meinem Leben. Berlin: Paetel, 1881.